# كارولين كايلين
كارولين كايلين (وُلدت كارولين ماري سيربو في 4 أبريل 1961 وتوفيت في 28 يوليو 2015) كانت جراحة سرطان أمريكية، عملت في معهد دانا فاربر للسرطان وأسست المركز الشامل لصحة الثدي في بريجهام ومستشفى النساء في عام 1995.

## النشأة والتعليم
ولدت كارولين كايلين في سيراكيوز-نيويورك لأبوين ماري (ني زيبروسكي) وريتشارد سيربو، ونشأت في فرانكلين ليكس نيو جيرسي وتخرجت من مدرسة إنديان هيلز الثانوية في أوكلاند نيو جيرسي في عام 1979، درست الكيمياء الحيوية والاقتصاد في كلية سميث.  حصلت على شهادتها في الطب من مدرسة الطب جامعة جونز هوبكنز.  حصلت كايلين أيضًا على درجة الماجستير من كلية هارفارد تي إتش تشان للصحة العامة .  خلال إقامتها حصلت على جائزة أفضل مقيم للعام. 

## المسار المهني
قررت كارولين كايلين التخصص في جراحة الثدي لأنها سمحت لها بمعرفة مرضاها جيدًا وتقديم رعاية طويلة الأمد على عكس التخصصات الجراحية الأخرى.  في سن الـ 34 عُيِّنت كايلين كمديرة مؤسس لمركز صحة الثدي الشامل في بريغهام ومستشفى النساء وهو مستشفى تعليمي رئيسي في هارفارد.  في عام 2001 اختيرت كواحدة من 15 امرأة من نيوزويك في القرن الجديد.  شُخِّصَت كايلين بسرطان الثدي في يوليو 2003. خضعت لعدة عمليات تسببت إحداها في فقدانها الإحساس في أصابعها مما أدى إلى نهاية مسيرتها الجراحية. 

## الحياة الشخصية
التقت كارولين كايلين بزوجها ويليام كايلين جونيور أثناء دراستها في كلية الطب بجامعة جونز هوبكنز.  تزوجا عام 1988. كان لدى كايلين طفلان كاثرين وويليام (تريب). كلاهما من خريجي جامعة ييل .  تم تشخيص كارولين كايلين بالورم الأرومي الدبقي متعدد الأشكال في عام 2010 وتوفيت بسبب الورم في منزلها في تشارلزتاون بماساتشوستس في 28 يوليو 2015 عن عمر يناهز 54 عامًا. 

## الفهرس
- العيش من خلال سرطان الثدي (2005)
- خطة لياقة الناجين من سرطان الثدي (2007)